# C/1962 H1 Honda
C/1962 H1 (Honda) è una cometa non periodica. Questa cometa non presenta nessuna peculiarità se non di avere una MOID con l'orbita della Terra di sole 0,01 U.A.. Una MOID così piccola rende possibile l'esistenza di uno sciame meteorico alle coordinate celesti corrispondenti a 111,75° di ascensione retta, ossia circa 7h 30m, e -25° di declinazione, coordinate corrispondenti ad un punto situato a poco meno di 2° dalla stella Tau Canis Majoris: questo sciame meteorico è ancora da confermare e poiché la cometa non tornerà più al perielio in quanto segue un'orbita parabolica la sua conferma è estremamente improbabile.